# Allacma fusca
Allacma fusca är en urinsektsart som först beskrevs av Carl von Linné 1758.  Allacma fusca ingår i släktet Allacma, och familjen Sminthuridae. Arten är reproducerande i Sverige.

## Bildgalleri

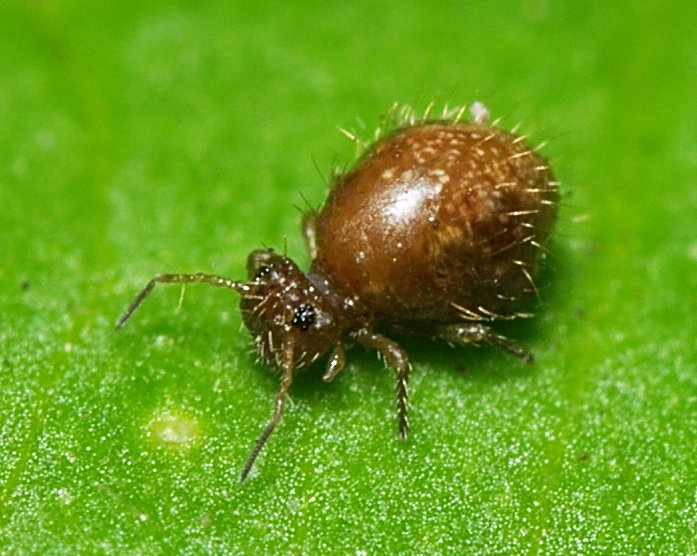